# Modulació d'amplitud en quadratura
La modulació d'amplitud en quadratura o QAM és un esquema de modulació multi-nivell, on s'envia informació canviant (modulant) l'amplitud de dos senyals portadors. Aquests dos senyals, habitualment sinusoidals, estan desfasats 90° l'un respecte de l'altre i s'anomenen senyals en quadratura. Com a tot sistema de modulació, QAM envia informació canviant alguns aspectes d'un senyal portador (habitualment sinusoidal), en correspondència a un senyal de dades. En aquest cas es desfasen dos senyals entre ells 90° (en quadratura) i se'n modula l'amplitud d'ambdós, per representar el senyal de dades que volem transmetre. Phase Modulation (PM = Modulació en Fase) i Phase-Shift Keying (PSK) poden ser considerades com a casos especials de QAM, on l'amplitud es manté constant i només es modula la Fase del senyal. Això també pot ser aplicat a la Modulació en Freqüència (FM) i a la Frequency-Shift Keying (FSK), en aquest cas s'haurien de considerar casos especials de modulació en fase.

## Analògic
La QAM analògica permet enviar dos senyals independents sobre un mateix amplada de banda i així reduir-ne l'ús. Els senyals d'entrada, sent aquests {\displaystyle I(t)} i {\displaystyle Q(t)}, es multipliquen per una sinusoide.
{\displaystyle {\begin{aligned}s(t)&=I(t)\cos(2\pi f_{0}t)+Q(t)\cos(2\pi f_{0}t+90^{\circ })\\&=I(t)\cos(2\pi f_{0}t)-Q(t)\sin(2\pi f_{0}t)\end{aligned}}}
On {\displaystyle I(t)} i {\displaystyle Q(t)} són els senyals d'entrada i {\displaystyle f_{0}} és la freqüència del portador.
En el receptor aquests dos senyals modulats poden ser desmodulats fent servir un desmodulador coherent. Així un receptor multiplica el senyal rebut de forma independent per un cosinus i un sinus (I(t) = cosinus, Q(t) = sinus) per a produir les estimacions de {\displaystyle I(t)} i {\displaystyle Q(t)} respectivament.
Degut a la propietat d'ortogonalitat del senyal portador és possible detectar els senyals modulats de manera independent.
En el cas ideal {\displaystyle I(t)} és desmodulat multiplicant el senyal transmès per un senyal cosinus.
{\displaystyle {\begin{aligned}r_{i}(t)=&s(t)\cos(2\pi f_{0}t)\\=&I(t)\cos(2\pi f_{0}t)\cos(2\pi f_{0}t)-Q(t)\sin(2\pi f_{0}t)\cos(2\pi f_{0}t)\end{aligned}}}
Emprant les propietats trigonomètriques podem dir que: 
{\displaystyle {\begin{aligned}r_{i}(t)=&{\frac {1}{2}}I(t)\left[1+\cos(4\pi f_{0}t)\right]-{\frac {1}{2}}Q(t)\sin(4\pi f_{0}t)\\=&{\frac {1}{2}}I(t)+{\frac {1}{2}}[I(t)\cos(4\pi f_{0}t)-Q(t)\sin(4\pi f_{0}t)]\end{aligned}}}
Al senyal {\displaystyle ri(t)} se li aplica un filtre passabaix elimina les altes freqüències (que contenen {\displaystyle (4\pi f_{0}t)}), deixant únicament el terme {\displaystyle I(t)}, que no es veu afectat per {\displaystyle Q(t)}.
De manera similar podem multiplicar {\displaystyle s(t)} per un sinus i un filtre pas baix per obtenir la component {\displaystyle Q(t)}.
És important saber que, fins ara, donem per suposat la fase del senyal rebut és coneguda pel receptor. Si la Fase de demodulació és, per poc que sigui, incorrecta obtindrem una interferència entre els senyals modulats.
Aquesta qüestió de "sincronització de la portadora" en recepció ha de ser resolta pels sistemes QAM. El desmodulador coherent ha d'estar exactament en Fase amb el senyal rebut, de no ser així els senyals {\displaystyle I(t)} {\displaystyle Q(t)} no poden ser tractats de forma independent.
Per exemple: els sistemes de televisió analògica transmeten un senyal de "burst" de la subportadora de color després de cada pols de sincronització horitzontal per a mantenir una referència.
La modulació QAM és emprada en sistemes NTSC i PAL, on {\displaystyle I(t)} i {\displaystyle Q(t)} transporten els senyals de Croma (color). Una versió d'aquesta modulació es fa servir per a transmetre els senyals d'àudio estèreo en el format AM.

### Transmissor

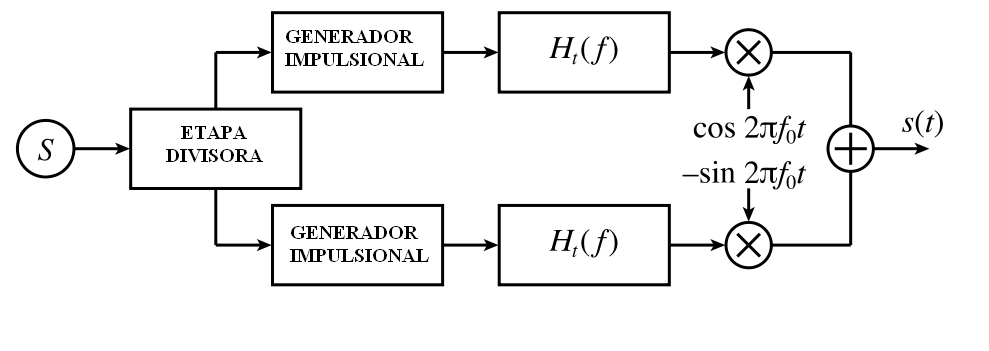
transmissor ideal QAM

El següent dibuix mostra l'estructura ideal d'un transmissor ideal per a QAM, amb una freqüència portadora {\displaystyle f0} i una freqüència de resposta Hz per al filtre del transmissor:
Primer, el flux de dades a transmetre es divideix en dues parts iguals: aquest procés genera dos senyals independents per a ser transmesos.
Es codifiquen de manera separada, de la mateixa forma que en els sistemes ASK, aleshores un dels canals es multiplica per un senyal cosinus, així s'obté el "senyal en fase", mentre que l'altre canal es multiplicarà per un senyal sinus, obtenint el "senyal en quadratura". D'aquesta forma obtenim una diferència en fase de 90° entre els dos canals.
Un cop modulats sumem ambdós senyals i els enviem a través del canal.
El senyal transmès pot tenir la següent expressió:
{\displaystyle s(t)=I(t)\cos(2\pi f_{0}t)\cos(2\pi f_{0}t)-Q(t)\sin(2\pi f_{0}t)\cos(2\pi f_{0}t)}

### Receptor
El receptor simplement realitza la funció inversa del transmissor.
La següent figura representa l'estructura ideal del receptor, amb un filtre electrònic amb resposta en freqüència Hr.

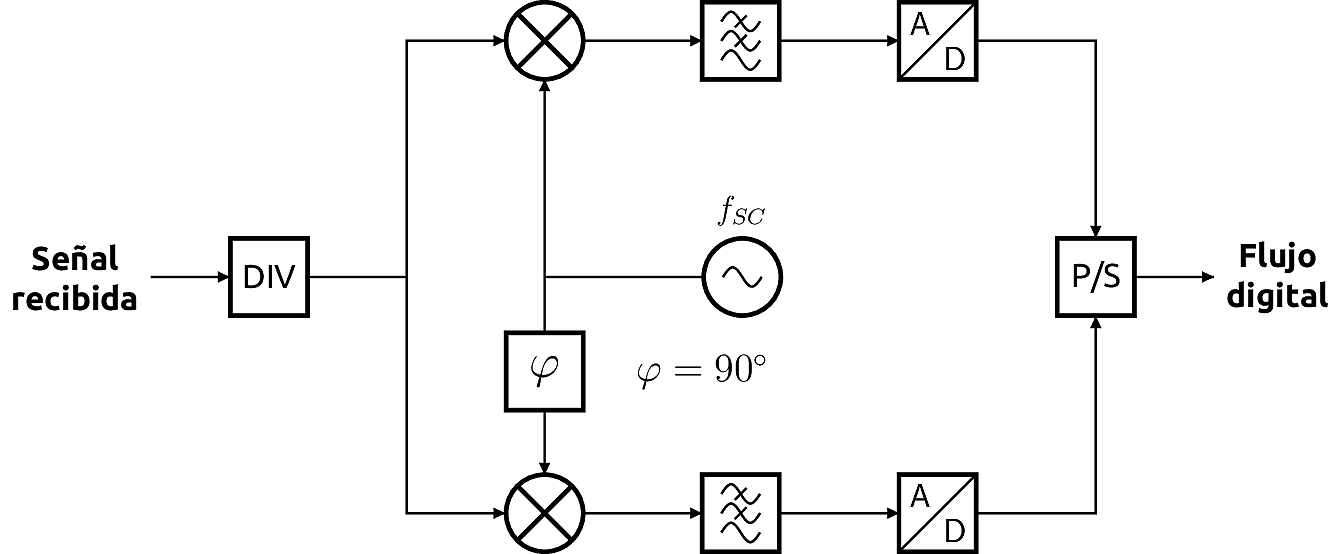
receptor ideal QAM

Multiplicant per un cosinus (o un sinus) i per un filtre pas baix (adequadament ben dissenyat) és possible extreure la component en Fase (o en quadratura). Un cop extretes només ens cal un desmodulador ASK i els dos fluxos de dades són ajuntats de nou.
A la pràctica hi ha un retard en Fase que no coneixem entre el transmissor i el receptor, que ha de ser compensat per una sincronització de l'oscil·lador del receptor. Tant les variacions en Fase com en freqüència introduïdes pel canal han de ser compensades pels components sinus i cosinus, els quals necessiten una referència de fase, que acostuma a fer servir en Phase-Locked Loop (PLL).

### Domini Freqüencial
En el domini freqüencial podem veure, fent la Transformada de Fourier, com els senyals d'entrada queden desplaçats en freqüència segons el valor donat a la freqüència de la sinusoide.
Així en el senyal de sortida del transmissor tenim que:
{\displaystyle S(f)=I(f)*\left({\frac {\delta (f-fc)+\delta (f+fc)}{2}}\right)-Q(f)*\left({\frac {\delta (f-fc)-\delta (f+fc)}{2j}}\right)}
Aplicant la convolució els senyals queden desplaçats a fc:
{\displaystyle S(f)=\left({\frac {I(f-fc)+I(f+fc)}{2}}\right)-\left({\frac {Q(f-fc)-Q(f+fc)}{2j}}\right)}
Quan el senyal arriba al receptor, aquest es divideix i es multiplica cadascun per una sinusoide i després passa per un filtre per finalment recuperar el senyal transmès.
{\displaystyle R(t)=S(t)\cos(2\pi f_{0}t)}
{\displaystyle R(f)=S(f)*\left({\frac {\delta (f-fc)+\delta (f+fc)}{2}}\right)}
{\displaystyle R(f)=\left({\frac {I(f-2fc)+I(f+2fc)}{4}}\right)+{\frac {I(f)}{2}}-\left({\frac {Q(f-2fc)-Q(f+2fc)}{4}}\right)}
Així apliquem filtre per eliminar informacio desplaçada en frequencia i recuperem I(t).
En el cas de Q(t):
{\displaystyle R(t)=S(t)(-\sin(2\pi f_{0}t))}
{\displaystyle R(f)=S(f)*-\left({\frac {\delta (f-fc)-\delta (f+fc)}{2j}}\right)}
{\displaystyle R(f)=\left({\frac {-I(f-2fc)+I(f+2fc)}{4j}}\right)+{\frac {Q(f)}{2}}+\left({\frac {Q(f-2fc)+Q(f+2fc)}{4}}\right)}
De la mateixa manera, apliquem el filtre per obtenir Q(f).

## Digital
Com per a molts sistemes de modulació, el diagrama de constel·lació és una representació molt útil.
En sistemes QAM els punts de la constel·lació estan, habitualment, alineats en una matriu quadrada (alçada igual a l'amplada), tot i que, també són possibles altres distribucions. D'ençà que a les telecomunicacions la informació és binària, el nombre de punts a la matriu és habitualment una potència de 2 (2, 4, 8, 16, 64...).
Si la matriu és quadrada les combinacions més habituals són 16-QAM, 64-QAM, 128-QAM i 256-QAM.
Com més alt sigui l'ordre de la constel·lació més bits per símbol podrem transmetre.
D'altra banda, si l'energia de la constel·lació ha de ser sempre la mateixa (per a poder fer comparacions entre elles), els punts han d'estar molt més propers, això implica una alta sensibilitat al soroll i altres interferències i, per tant, una taxa d'error de bit molt més elevada, així doncs, les modulacions QAM d'ordre més elevat poden transmetre més informació però amb menys fiabilitat que les QAM d'ordre inferior, per a la mateixa energia.
64-QAM i 256-QAM són, habitualment, més emprades en televisió digital per cable i aplicacions de cables per modem. A U.S.A., 64-QAM i 256-QAM són les modulacions específiques per la televisió per cable, a U.K. Es fan servir les modulacions 16-QAM 64-QAM per a les emissions de Televisió Digital terrestre (DVB).

### Transmissor
El procés per a la transmissió de dades digitals és el següent:
Un corrent de bits de la font es divideix en dos parts, passen per un convertidor D/A. Cada part del senyal es multiplica per una sinusoide (diferencia entre sinusoides de 90°) i finalment se sumen.
El senyal transmès pot tenir la següent expressió:
{\displaystyle s(t)=\sum _{n=-\infty }^{\infty }\left[v_{c}[n]\cdot h_{t}(t-nT_{s})\cos(2\pi f_{0}t)-v_{s}[n]\cdot h_{t}(t-nT_{s})\sin(2\pi f_{0}t)\right],}
On {\displaystyle Vc[n]} i {\displaystyle Vs[n]} són els voltatges aplicats en resposta a l'enèsim símbol del sinus i cosinus respectivament.

### Recepció
El senyal es divideix en dues vies, en cadascuna de les quals és multiplicada pel senyal d'un oscil·lador local amb freqüència {\displaystyle f_{o}} i desfasament de 90 º en una d'elles. Mitjançant els filtres pas baix és possible extreure els senyals originals. Finalment, dos convertidors analògic a digital són usats com a pas previ abans de sumar els senyals digitals.

## Rendiment
Les següents definicions són necessàries per a determinar les taxes d'error:
- {\displaystyle M} = Nombre de símbols de la constel·lació
- {\displaystyle Eb} = Energia per Bit
- {\displaystyle Es} = Energia per símboll = kEb amb k bits per símbol
- N0 = Densitat espctral del Soroll {\displaystyle (W/Hz)}
- {\displaystyle Pb} = Probabilitat d'Error de Bit
- {\displaystyle Pbc} = Probabilitat d'error de bit per portadora
- {\displaystyle Ps} = Probabilitat d'error de símbol
- {\displaystyle Psc} =Probabilitat d'error de símbol per portadora

{\displaystyle Q(x)={\frac {1}{\sqrt {2\pi }}}\int _{x}^{\infty }e^{-t^{2}/2}dt,\ x\geq {}0}
{\displaystyle Q(x)} està relacionada a la funció complementària d'error gaussià
{\displaystyle Q(x)={\frac {1}{2}}\operatorname {erfc} \left({\frac {x}{\sqrt {2}}}\right)}
{\displaystyle Q(x)} és la probabilitat que "x" estigui per sota de la cua de la funció de densitat de probabilitat cap a l'infinit positiu.
Les taxes d'error enunciades, tenen en compte un canal amb soroll Blanc Gaussià additiu (AWGN).

### QAM rectangular

16-QAM

Diagrama de constel·lació per a 16-QAM Rectangular
Les constel·lacions QAM rectangulars no són del tot òptimes en el sentit que no maximitzen l'espai entre els punts de la constel·lació per una energia donada.
D'altra banda, tenen un avantatge considerable, i és que són de fàcil transmissió com a dos senyals portadors en quadratura en PAM (Pulse Amplitude Modulation), i poden ser fàcilment demodulats.
La primera QAM rectangular més emprada és la 16-QAM, això és degut al fet que les modulacions 2-QAM i 4-QAM són en realitat BPSK (Binary Phase-Shift Keying) i QPSK (Quadrature Phase-Shift Keying). Quant a 8-QAM la seva taxa d'error és molt similar a la de 16-QAM (només 0.5dB millor) però la seva taxa d'informació és, únicament, tres quartes parts de la 16-QAM.
Les expressions per a la taxa d'error de símbol de les constel·lacions QAM rectangulars no són difícils de derivar, però són bastant complexes. Tenen aquest aspecte:
{\displaystyle P_{sc}=2\left(1-{\frac {1}{\sqrt {M}}}\right)Q\left({\sqrt {{\frac {3}{M-1}}{\frac {E_{s}}{N_{0}}}}}\right)}
Així doncs podem obtenir que la probabilitat d'error de símbol és :
{\displaystyle \,P_{s}=1-\left(1-P_{sc}\right)^{2}}
La taxa d'error de bit dependrà de l'assignació de bits als símbols, però per a una assignació amb el codi Gray amb els mateixos bits per a la portadora, pot quedar tal que:
{\displaystyle P_{bc}={\frac {4}{k}}\left(1-{\frac {1}{\sqrt {M}}}\right)Q\left({\sqrt {{\frac {3k}{M-1}}{\frac {E_{b}}{N_{0}}}}}\right)}
Obtenim:
{\displaystyle P_{b}=P_{bc}}

### QAM no rectangular
Les constel·lacions QAM es poden construir de diverses formes a part de rectangular, i així aprofitar-ne més la potencia, un exemple és la 8-QAM i 16-QAM circulars.
La constel·lació circular destaca la relació entre les modulacions digitals QAM i PSK. Diagrames per altres ordres de constel·lacions es poden construir al llarg de similars (o molt diferents) línies. En conseqüència, difícil d'establir expressions per les taxes d'error de la QAM No-rectangular, ja que necessàriament això depèn de la configuració de la constel·lació. No obstant això, un límit superior obvi vinculat a la taxa està relacionat amb la distància més curta en línia recta entre dos punts:
{\displaystyle P_{s}<(M-1)Q\left({\sqrt {\frac {d_{min}^{2}}{2N_{0}}}}\right)}
Un cop més, la taxa d'error de bit depèn de l'assignació dels bits a símbols. Encara que, en general, hi ha una constel·lació no rectangular que és òptima per a una modulació M-QAM en particular, no s'han utilitzat, ja que els esquemes M-QAM Rectangulars són molt més fàcils de processar.